# Pirozynskiella solaninum
Pirozynskiella solaninum är en svampart som först beskrevs av Sacc. & P. Syd., och fick sitt nu gällande namn av S. Hughes 2007. Pirozynskiella solaninum ingår i släktet Pirozynskiella, divisionen sporsäcksvampar och riket svampar.   Inga underarter finns listade i Catalogue of Life.